# Vendrenneau
Le Vendrenneau est un ruisseau coulant dans le département de la Vendée, en région Pays de Loire et un affluent de la rivière la Petite Maine.

## Géographie
Le Vendrenneau est un cours d'eau naturel non navigable. C'est l'affluent principal en rive droite de la Petite Maine et il prend sa source à proximité du lieu-dit "La Verrie", à Vendrennes, à 100 m d'altitude. Il parcourt 18,3 km et conflue avec la Petite Maine à 41 m d'altitude. Sa pente moyenne est de 3,5 %.

### Communes et cantons traversés
Dans le seul département de la Vendée le Vendrenneau traverse les communes suivantes, dans le sens amont vers aval, de Vendrennes (source), Saint-Fulgent, Saint-André-Goule-d'Oie et de Chavagnes-en-Paillers (confluence).
Le Vendrenneau traverse le canton de Montaigu.

### Bassin versant
Le Vendrenneau est un sous-affluent de la Maine dont le bassin versant a une superficie totale de 677 km2.
Le Vendrenneau a douze tronçons affluents référencés dont deux sont nommés et de plus de cinq kilomètres de long :
- le Fondion[4]. C'est un cours d'eau naturel non navigable de 6.41 km. Il prend sa source dans la commune des Essarts en Bocage. Le carrefour formé lorsque le Fondion se jette dans le Vendrenneau forme les délimitations entre les communes de Saint-André-Goule-d'Oie, Saint-Fulgent et Vendrennes ;
- le ruisseau de la Fontaine de la Gandouinière[5]. C'est un cours d'eau naturel non navigable de 4.54 km. Il prend sa source dans la commune de Saint-André-Goule-d'Oie et se jette dans le Vendrenneau au niveau de la commune de Saint-Fulgent.

### Organisme gestionnaire
L'organisme gestionnaire est l'Établissement public territorial de bassin (EPTB) de la Sèvre Nantaise. À la fin de l'année 2017 et au début de l'année 2018, l'EPTB a fait l'objet de modifications de ses statuts afin de mettre en œuvre la réforme de la GEMAPI (compétence de Gestion des Milieux Aquatiques et Prévention des Inondations). Cette réforme a entraîné le transfert de l'ensemble des compétences des syndicats de rivière à l'EPTB, ce qui a provoqué leur dissolution, l'adhésion de leurs membres à l'EPTB et le transfert de l'ensemble des biens, droits et obligations des syndicats dissous à l'EPTB.  
Il est composé de la Communauté de communes du Pays-des-Herbiers, de la Communauté de communes du Pays-de-Saint-Fulgent-les-Essarts et de Terres-de-Montaigu, communauté de communes Montaigu-Rocheservière, de l'agglomération du Choletais, de la Communauté d'agglomération du Bressuirais, de la Communauté d'agglomération Mauges Communauté, de la Communauté de communes de Parthenay Gâtine, de Clisson Sèvre et Maine Agglomération, de la Communauté de communes du pays de Mortagne-sur-Sèvre, de la communauté de communes de Pouzauges, de Nantes Métropole, de la Communauté de communes Sèvre et Loire, de la Communauté de communes Val de Gâtine et du Syndicat pour l’Alimentation en Eau de la Région Ouest de Cholet.

## Hydrologie
Son régime hydrologique est pluvial océanique.